# Теллурид диспрозия(III)
Теллурид диспрозия(III) — бинарное неорганическое соединение
диспрозия и теллура с формулой Dy2Te3,
тёмные кристаллы.

## Получение
- Сплавление стехиометрических количеств тонкоизмельченных чистых веществ в вакууме:

{\displaystyle {\mathsf {2Dy+3Te\ {\xrightarrow {500-1000^{o}C}}\ Dy_{2}Te_{3}}}}

## Физические свойства
Теллурид диспрозия(III) образует тёмные кристаллы
кубической сингонии,
параметры ячейки a = 0,6115 нм.